# Dezful
Dezful este un oraș din Iran.

## Personalități născute aici
- Mohammad Mokhber (n. 1955), politician, fost președinte al Iranului⁠(d).